# Banda larga
O termo banda larga pode apresentar diferentes significados em diferentes contextos. A recomendação I.113 do setor de Padronização da UIT define banda larga como a capacidade de transmissão que é superior àquela da primária do ISDN a 2 ou 5 Megabits por segundo. O Brasil ainda não tem uma regulamentação que indique qual é a velocidade mínima para uma conexão ser considerada de banda larga. A Colômbia estabeleceu uma velocidade mínima de 1024kbps e os Estados Unidos de 25 Mbps. O significado já sofreu várias modificações conforme o tempo. Inicialmente, banda larga era o nome usado para definir qualquer conexão à internet acima da velocidade padrão dos modems analógicos (56 Kbps). Usando linhas analógicas convencionais, a velocidade máxima de conexão é de 56 Kbps. Para obter velocidade acima desta tem-se obrigatoriamente de optar por uma outra maneira de conexão do computador com o provedor. Atualmente existem inúmeras soluções no mercado. O termo pode ser usado como oposição à Banda estreita ou Banda base.

## Tecnologias de Banda Larga

### ISDN (também conhecida por RDIS)
Utilizam as redes de telefonia convencionais para transmitir dados em alta velocidade que variam de 64 a 128 Kbps (ISDN). No Brasil foi conhecido por conexão ou link dedicado, mas foi superado pela redes ADSL, mais usadas atualmente. Em Portugal é utilizado o acrónimo RDIS (Rede Digital com Integração de Serviços ). Para uma rede de telefonia transmitir dados através destas tecnologias, ela precisa ser 50% digital além das companhias de telefone adaptarem uma aparelhagem que viabilize a conexão. Requer do usuário um modem apropriado. É possível ampliar esta tecnologia desde que as redes sejam substituídas por cabo de fibra óptica.

### ADSL
ADSL é a sigla para Assymmetric Digital Subscriber Line ou "Linha Digital Assimétrica para Assinante", um tipo de conexão ADSL que permite a transferência digital de dados em alta velocidade por meio de linhas telefônicas comuns.
É o tipo de conexão à internet em banda larga mais usado no Brasil e um dos mais conhecidos no mundo, tem a característica principal de que os dados podem trafegar mais rápido em um sentido do que em outro.
É por causa dessas características que o ADSL ganhou o termo "assymmetric" (assimétrica) no nome, pois indica que a tecnologia possui maior velocidade para download e menor velocidade para upload. A grande vantagem do ADSL é que o usuário é conectado ponto a ponto com a central telefônica, sem precisar compartilhar sua linha com outros usuários, contrariamente ao modem a cabo. O modem ou roteador ADSL pode ser ligado ao computador via uma placa ethernet, através de uma porta USB ou ainda em modo wireless (sem fio).

#### Funcionamento da tecnologia ADSL
A tecnologia ADSL divide a linha telefônica em três canais virtuais:
- para voz;
- para download (de velocidade alta); e
- para upload (com velocidade média se comparado ao canal de download).

Teoricamente a velocidade de download podem variar de 256 Kb/s até 6.1 Mb/s. No upload a taxa pode variar de 16 Kb/s até 640 Kb/s dependendo da infra-estrutura do fornecedor do serviço.
Como são três canais, isso permite que o usuário fale ao telefone e ao mesmo tempo navegue na internet. Para separar voz de dados na linha telefônica, é instalado na linha do usuário um aparelho chamado Splitter, onde conectam-se dois cabos: um para o telefone e outro para o modem.
Na central telefônica também há uma espécie de Splitter. Quando se realiza uma chamada telefônica (voz), o sinal é encaminhado para a rede de comutação de circuitos da companhia telefônica PSTN (Public Switched Telephone Network) seguindo seu caminho habitual. Quando se utiliza a internet, o sinal é encaminhado ao DSLAM. A linha telefônica somente para voz utiliza somente freqüências baixas, entre 300 Hz e 4000 Hz. Mas é possível usar taxas mais altas, que acabam sendo desperdiçadas. A tecnologia ADSL aproveita para a transmissão de dados as freqüências não utilizadas usando um modem específico que se conecta a um equipamento na central telefônica.
A linha telefônica serve como "estrada" para a comunicação entre esses dois pontos usando frequências acima de 5000 Hz, não interferindo na comunicação de voz (que funciona entre 300 Hz e 4000 Hz). Não é necessário pagar pulsos telefônicos, pois a conexão ocorre por intermédio do modem e não discando para um número específico, como é feito com o acesso à internet via conexão discada. Todo o funcionamento do ADSL não se refere à linha telefônica, pois esta é apenas um "caminho", para que o modem estabeleça uma conexão com o modem da central telefônica, que acessa um roteador, em seguida um provedor e finalmente a internet.
É importante frisar que é possível que este sinal saia diretamente do roteador para a internet. No Brasil, o uso de provedor é obrigatório por regras da Anatel (Agência Nacional de Telecomunicações).
O sinal, depois de enviado à central telefônica, é separado, e os dados vão para um equipamento DSLAM (Digital Subscriber Line Access Multiplexer), que limita a velocidade do usuário e une várias linhas ADSL (é esse equipamento que limita a velocidade da conexão mesmo quando esta suporta velocidades mais altas) enviando o sinal para uma linha ATM (Asynchronous Transfer Mode) de alta velocidade que está conectada à internet.
A central telefônica suporta uma certa quantidade de usuários ao mesmo tempo, cabendo ao DSLAN gerenciar todas essas conexões, "agrupá-las" e enviar esse grupo de conexões à linha ATM, como se fosse uma única conexão.

#### Limitações
As empresas que fornecem ADSL só o fazem se o local do usuário não estiver a mais de 5 km da central telefônica, em virtude de quanto mais longe estiver, menor será a velocidade que o usuário pode ter e a conexão sofre instabilidades ocasionais, pelo ruído (interferência) que ocorre entre um ponto e outro. Quanto maior essa distância, maior é a taxa de ruído. Para que haja uma conexão aceitável é utilizado o limite de 5 km. Acima disso pode ser possível, mas inviável o uso de ADSL.

#### Protocolo PPPoE
Em muitos casos é necessário usar um programa para se conectar à internet, porque apesar de ADSL permitir uma conexão permanente usando unicamente o modem. O ADSL, por si só, é um meio físico de conexão, que trabalha com os sinais elétricos que serão enviados e recebidos. Funcionando dessa forma, é necessário um protocolo para encapsular os dados de seu computador até a central telefônica. O protocolo mais utilizado para essa finalidade é o PPPoE (Point-to-Point over Ethernet RFC 2516).
O protocolo PPPoE trabalha com a tecnologia Ethernet, que é usada para ligar sua placa de rede ao modem, permitindo a autenticação para a conexão e aquisição de um endereço IP à máquina do usuário. É por isso que cada vez mais as empresas que oferecem ADSL usam programas ou o navegador de internet do usuário para que este se autentique. Autenticando, é mais fácil identificar o usuário conectado e controlar suas ações.
Os primeiros serviços de ADSL do país davam IP fixo ao usuário, sem necessidade de usar o PPPoE, pois, naquela época, o protocolo PPPoE era novo (foi homologado em 1999) e, conseqüentemente, pouco conhecido. Com isso, o usuário usava ADSL através de uma conexão direta do modem à central telefônica, sem necessidade de autenticar-se. Mas quando as empresas começaram a descobrir as vantagens do PPPoE passaram a implantá-lo, permitindo que a companhia tenha mais controle sobre as ações do usuário.

### Modem a cabo (Cable Modem)
Esta tecnologia, também conhecida por Cable Modem, utiliza as redes de transmissão de TV por cabo convencionais (chamadas de televisão a cabo - Community Antenna Television) para transmitir dados em velocidades que variam de 70 Kbps a 150 Mbps, fazendo uso da porção de banda não utilizada pela TV a cabo.

### Wireless/Rádio
Utiliza ondas de Rádio-freqüência para transmitir os dados. Há várias tecnologias em uso no Brasil, sendo bastante comum confundi-las.

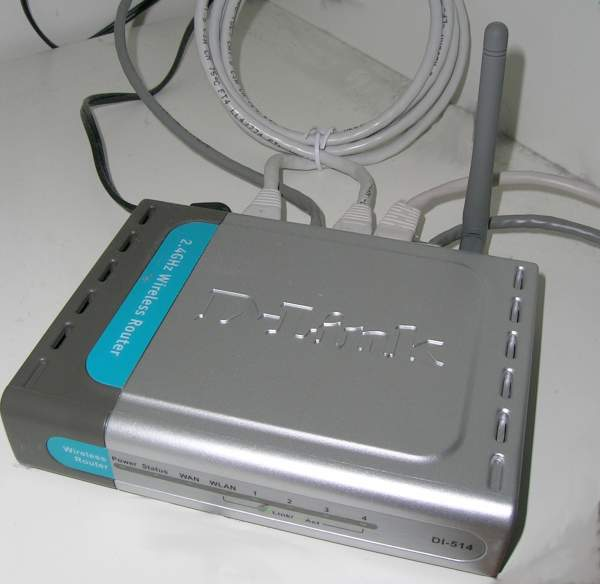
Roteador Wireless

- Radio MMDS/LMDS - tecnologia que está se espalhando pelo interior do Brasil, devido ao baixo custo de manutenção e boas taxas de preço e velocidade. Consiste em distribuir o sinal da Internet captado por uma linha E1 utilizando antenas e o distribuindo através de POPs (Point of Presence) espalhados pela cidade, formando uma grande rede de usuários. É muito comum haver grupos de assinantes - condomínios por exemplo - que juntos custeam e dividem o custo de todo o equipamento necessário para levar o sinal até suas residências, tornando o preço individual ainda mais baixo. A velocidade de acesso corresponde à contratada pelo assinante com o provedor.
- Wireless WiFi - tecnologia popularmente conhecida como  Wi-Fi, consiste em jogar um sinal de rede numa determinada área para que assinantes com modems e adequados em seus computadores captem o sinal e acessem a Internet sem usar um fio sequer. Todos os laptops fabricados a partir de 2003 já vem preparados para este tipo de acesso, bem como todos os modelos de Macintosh. Os pontos que disponibilizam o sinal são chamados  Hotspots e podem ser públicos (Cafés, Aeroportos) ou privados.
- WiMAX - esta tecnologia estende o alcance do sinal Wi-Fi a grandes distâncias, podendo cobrir cidades inteiras com uso de repetidores de sinal. Nos Estados Unidos, o Google está cobrindo várias cidades com esta tecnologia. No Brasil o Ministro Hélio Costa disse que esta será a tecnologia como canal de retorno da TV Digital e banda larga gratuita do governo a ser implantada até 2014.
- Celular - As redes de telefonia celular 3G permitem o acesso sem fio em alta velocidade à computadores e dispositivos móveis. Chegou ao Brasil em 2007 e vem se expandindo apesar do alto preço por dados trafegado.

A rede 4G promete ser ainda mais veloz e potente com grande cobertura de sinal. Em 2008 foi testada no Japão. Por ser bancada pelas empresas de telefonia que investem pesadamente no ramo, especialistas prevêem que o 4G substituirá o WiMax rapidamente nos próximos anos.
- Satélite - Usada em menor escala por empresas e instituições financeiras, esta tecnologia utiliza satélites de comunicação para transmitir o sinal diretamente aos computadores que os captam através de antenas parabólicas comuns e receptores. A grande vantagem é que pode-se estabelecer conexão em qualquer parte do país, até mesmo em áreas remotas. A velocidade depende do satélite envolvido e do serviço. No Brasil, a Embratel oferece o serviço pela  Embratel Star One — bidirecional completo — tanto para usuários residenciais como corporativos.  Nos anos 90, a DIRECTV tentou emplacar um serviço desse tipo a consumidores residenciais nos Estados Unidos, mas não obteve sucesso, principalmente pela banda de transmissão ser unidirecional - era capaz de apenas receber informações, sendo necessário um modem simples para a transmissão.

### PLC
Ainda no campo da pesquisa por mais de oito anos nos Estados Unidos, consiste em transmitir os sinais de Internet através da rede elétrica. Nunca foi implantada comercialmente e um dos seus maiores problemas é que quanto maior a distância da casa do usuário aos servidores do provedor, pior fica a recepção e a velocidade. Atualmente vem sendo testada no Brasil nos estados de São Paulo, Paraná e Minas Gerais (pela Enel, Copel e CEMIG, respectivamente). Também foi testada pela CEEE em Porto Alegre, em programa de inclusão digital.
O grande problema são os transformadores. O sinal até poderia ser transmitido a longas distâncias, porém os dados se perdem quando chegam aos transformadores. O caso mais próximo do sucesso deu-se na Alemanha, onde os transformadores não ficam nos postes, mas nas próprias residências. Porém, o sucesso não foi absoluto, devido à dificuldade de lidar com a alta tensão encontrada antes dos transformadores.
Outra dificuldade do PLC é a geração de fortes ruídos interferentes nas bandas de rádio, especialmente em ondas curtas onde estão alocados serviços de radiodifusão e utilitários. Por sua vez, o sistema é susceptível a variabilidades em decorrencia de sistemas externos, seja por RF ou dispositivos elétricos acoplados na mesma rede indoor. Em vários países há movimentos contrários a implementação do PLC nessas faixas e moldes de EMC propostos pelas agências reguladoras, inclusive com ações legais bem sucedidas como no caso da ARRL x FCC na Suprema Corte dos Estados Unidos.

## Banda larga em Portugal
De acordo com a Anacom, 88,4% dos clientes internet em Portugal tinham acesso por banda larga em Novembro de 2006, tendo o número de utilizadores de banda larga crescido mais de 50% em 2006. Mais de metade das ligações em banda larga são feitas através de ADSL.[carece de fontes?]
Também segundo a Anacom, em Dezembro de 2006, 40 por cento dos lares portugueses dispunham de acesso à Internet, sendo que a principal tecnologia de suporte da banda larga era o ADSL (60,5 por cento do total de acessos), sendo os restantes principalmente suportados por modem cabo (36 por cento). Contando com as intenções dos inquiridos no Inquérito ao Consumo da Banda Larga, a penetração da Internet nos lares atingirá cerca de 46 por cento no final de 2007.[carece de fontes?]
Portugal é um dos países da União Europeia com os preços da Internet mais baixos e com uma rede de fibra ótica em verdadeira expansão.[carece de fontes?]

## Banda larga no Brasil
Em junho de 2008 existiam 20 milhões de conexões banda larga no Brasil. O número impressionava porque essa era a previsão para 2010. O Barômetro Cisco de Banda Larga, entidade responsável pela pesquisa, havia publicado uma nova previsão para 2010, de 15 milhões de conexões. Mas frente a esse último resultado, declarou que pretende rever essa meta. No que diz respeito ao volume de dados, houve aumento de 5600% de 2002 a 2007.
Dados da Anatel indicam que existiam no Brasil em torno de 25 milhões de acessos de banda larga ativos em julho de 2015.

### Má qualidade
Em 2010 várias associações entraram em uma campanha no site campanhabandalarga.redelivre.org.br contra a má qualidade de internet oferecida no Brasil. Ainda no mesmo ano a Revista Galileu chamou a banda larga no Brasil de "cara e ruim" após um estudo feito pelo Ipea (Instituto de Pesquisa Econômica Aplicada) apontar que o custo do serviço era 24 vez maior que nos Estados Unidos. Carolina Ribeiro, coordenadora da ONG Intervozes afirma que "O Brasil tem um dos serviços de acesso à banda larga mais caros do mundo porque os preços são deixados à mercê do mercado, sem nenhuma garantia ao consumidor, num cenário em que várias municípios estão sujeitos a um monopólio das companhias telefônicas". Também são apontados como causadores do problema a falta de concorrência, infraestrutura, e os investimentos feito nela. Um estudo feito em 2015 pela Akamai, classificou o Brasil atrás de outras 88 nações, devido a velocidade média de 3,4 megabits por segundo.
Em dezembro de 2015, a associação Proteste entrou com ação civil pública na Justiça Federal contra Claro/NET, Vivo, GVT, Oi e TIM devido ao serviço de má qualidade oferecido por essas empresas. A associação pede transparência e descontos nas faturas dos clientes lesados, em nota, a Proteste disse: "as empresas não cumprem nem 60% das metas fixadas pela Agência Nacional de Telecomunicações (Anatel) quanto à velocidade contratada e a efetivamente oferecida (...) Milhões de consumidores vêm sendo lesados há anos, ao pagar por um serviço em desacordo com as regras e que não oferece a qualidade esperado". Também chamou o serviço de banda larga no Brasil de "ineficiente" e "incapaz de garantir o desenvolvimento dos níveis de qualidade de prestação do serviço".